# Spodnja Nova vas
Spodnja Nova vas je naselje v Občini Slovenska Bistrica.